# Juan Martínez Moreno
Juan Martínez Moreno (Madrid, Espanya; 1966) és un guionista i director de cinema espanyol.

## Carrera professional
Ha fet diversos treballs relacionats amb el món del cinema i la televisió: guionista, ajudant de direcció i director de sèries i pel·lícules. Alguns dels curtmetratges que ha dirigit han obtingut premis en festivals internacionals (Decirte que te quiero, Big Wendy). És autor de l'adaptació del musical Mamma mía i també ha treballat com a guionista de programes de televisió (Inocente, inocente; Fernández y familia; Mediterráneo i Antivicio). El seu primer llargmetratge, Dos tipos duros, va obtenir el premi del públic en el Festival de Cinema de Màlaga 2003. El seu segon llargmetratge,, Un buen hombre, va guanyar el premi del públic en el Festival de Cinema Espanyol d'Annecy. Lobos de Arga, la seva última pel·lícula, va ser seleccionada en més de 30 festivals internacionals, i ha guanyat diversos premis, entre ells el premi del públic Golden del prestigiós Mont-real Fantasia Film festival.

### Com a ajudant de direcció
- Redondela (1986)
- Montoyas y Tarantos (1988)
- Pájaro en una tormenta (TVE, 1989)
- Para Elisa (TVE, 1990-1991)
- El aliento del diablo (1993)
- Una casa en las afueras (1994)
- Turno de oficio: 10 años después (TVE, 1995): Quatre episodis.
- Atómica (1997).

### Com a guionista
- Una casa en las afueras (1995), de Pere Costa i Musté
- Dos tipos duros (2003)
- Un buen hombre (2009)
- Lobos de Arga (2011)
- The ABCS of Death 2 (2014) episodi

### Com a director
- Dos tipos duros (2003), Premi del Públic al Festival de Màlaga.
- Maneras de sobrevivir (TV) (2007)
- Un buen hombre (2009), Premio del Públic al Festival de Cinema Espanyol d’Annecy.
- Lobos de Arga (2011) Premi del Público en la Setmana de Cinema de Terror de Sant Sebastià 2011, Premi de la Crítica i Esment Especial del Jurat a Fantasporto 2012, Premi del Público en Dead By Dawn 2012 (Edimburg), Premi del Público a Mont-real Fantasia 2012, Premi del Público en Feratum Film Festival 2012 (Mèxic)
- The ABCS of Death 2 (2014) segment